# ديفيد غارسيا (لاعب كرة قدم مواليد 1981)
ديفيد غارسيا دي لا كروز (بالإسبانية: David García de la Cruz) (مواليد 16 يناير 1981 في مانريسا - إسبانيا) لاعب كرة قدم إسباني يلعب حاليا لصالح نادي الدرجة الأولى إسبانيول الإسباني منذ 1999 في مركز الظهير الأيسر . .

## روابط خارجية
- ديفيد غارسيا دي لا كروز على موقع قاعدة بيانات كرة القدم.إي يو (الإنجليزية)
- ديفيد غارسيا دي لا كروز على موقع Soccerway.com (الإنجليزية)
- ديفيد غارسيا دي لا كروز على موقع عالم كرة القدم.نت (الإنجليزية)
- ديفيد غارسيا دي لا كروز على موقع كووورة
- ديفيد غارسيا دي لا كروز على موقع AS.com (الإسبانية)